# 아이콘
컴퓨터 디스플레이에서 아이콘(icon, 문화어: 그림기호), 또는 그림 단추는 사용자가 컴퓨터 시스템을 탐색하는 데 도움을 주기 위해 컴퓨터 화면에 표시되는 그림문자 또는 표의문자이다. 이는 프로그램이나 데이터에 접근하기 위한 전자 하이퍼링크 또는 파일 바로 가기 역할을 할 수 있다. 사용자는 마우스, 포인터, 손가락 또는 음성 명령을 사용하여 아이콘을 활성화할 수 있다. 화면에서의 배치, 다른 아이콘과의 관계는 사용자에게 사용법에 대한 추가 정보를 제공할 수 있다. 아이콘을 활성화함으로써 사용자는 파일이나 코드의 위치 또는 요구 사항에 대해 더 이상 알지 못해도 식별된 기능으로 직접 이동하고 나갈 수 있다.
아이콘은 컴퓨터 시스템의 그래픽 사용자 인터페이스의 일부로서, 창, 메뉴 및 포인팅 장치 (마우스)와 함께, 일반적인 용도로 텍스트 기반 인터페이스를 크게 대체한 그래픽 사용자 인터페이스의 역사라는 훨씬 더 큰 주제에 속한다.

## 개요
"아이콘"의 컴퓨팅 정의는 세 가지 별개의 기호학적 요소를 포함할 수 있다.
아이콘, 참조 대상과 유사한 것(예: 낙석 도로 표지판).
이 범주에는 사무 환경 또는 프린터, 가위, 파일 캐비닛 및 폴더와 같은 기타 전문 분야의 개체를 양식화한 그림이 포함된다. 이 범주에는 "프린터"와 "인쇄", "가위"와 "자르기" 또는 "돋보기"와 "검색"과 같은 동작을 참조하는 데 사용되는 양식화된 그림이 포함된다.
상징, 관례에 의해서만 참조 대상과 관련된 것(문자, 악보, 수학 연산자 등).
이 범주에는 전원 켜기/끄기 기호 및 USB 아이콘과 같이 많은 전자 장치에서 발견되는 표준화된 기호가 포함된다.
대부분의 아이콘은 환유, 제유, 은유를 사용하여 인코딩 및 디코딩된다.

플로피 디스크는 20세기 후반 데이터 저장에 널리 사용되었으며, 여전히 저장 기능을 나타내는 데 사용된다. 이는 스큐어모피즘의 예이다.

은유적 표현의 한 예는 1980년대 사무실 환경에서 가져온 개체를 아이콘으로 표현하여 익숙한 맥락/개체의 속성을 익숙하지 않은 개체로 전치시키는 데스크톱을 포함한 모든 주요 데스크톱 기반 컴퓨터 시스템을 특징짓는다. 이는 스큐어모피즘으로 알려져 있으며, 그 예로는 데이터를 저장하는 데 플로피 디스크를 사용하는 것이 있다. 플로피 디스크는 약 25년 동안 구식이었지만, 여전히 "저장 아이콘"으로 인식된다.
환유는 형광등 대신 필라멘트 전구를 사용하여 절전 설정을 나타내는 것과 같이, 다른 관련 엔터티를 가리키는 데 하나의 엔터티를 사용하는 은유의 하위 집합이다.
제유는 전체 시스템의 단일 구성 요소, 전체 오디오 시스템 설정의 스피커 드라이버와 같이 전체를 나타내는 부분이라는 일반적인 의미에서 환유의 특수 사례로 간주된다.
모든 컴퓨터 아이콘의 디자인은 장치 디스플레이의 제약으로 인해 제한된다. 데스크톱 컴퓨터 시스템과 모바일 장치 모두에서 표준 크기가 섬네일 정도인 크기 제한이 있다. 소프트웨어의 다양한 위치에 표시되므로 자주 확장 가능하며, 애플 아이콘 이미지 형식과 같은 단일 아이콘 파일은 다른 크기, 색상 또는 회색조, 어둡거나 밝은 배경에서 작동하도록 최적화된 동일한 아이콘의 여러 버전을 포함할 수 있다.

## 종류

### 표준화된 전기 장치 기호

USB 연결을 위한 표준화된 아이콘

표준 전원 아이콘

일련의 반복되는 컴퓨터 아이콘은 광범위한 전기 장비에 사용되는 더 넓은 범위의 표준화된 기호에서 가져온다. 이들의 예로는 다양한 전자 장치에서 발견되는 전원 기호 및 USB 아이콘이 있다. 전자 아이콘의 표준화는 모든 유형의 전자 제품에서 중요한 안전 기능으로, 사용자가 익숙하지 않은 시스템을 더 쉽게 탐색할 수 있도록 한다. 전자 장치의 하위 집합으로서 컴퓨터 시스템 및 모바일 장치는 동일한 아이콘을 많이 사용한다. 이들은 컴퓨터 하드웨어 및 소프트웨어 디자인에 통합되어 있다. 하드웨어에서 이러한 아이콘은 특정 버튼 및 플러그의 기능을 식별한다. 소프트웨어에서 이들은 사용자 지정 설정으로의 링크를 제공한다.
시스템 경고 아이콘은 또한 ISO 표준 경고 표지판의 더 넓은 영역에 속한다. 이 경고 아이콘은 1900년대 초 자동차 교통을 규제하기 위해 처음 설계되었으며, 추가적인 언어적 설명 없이도 사용자에게 표준화되고 널리 이해되고 있다. 소프트웨어 운영 체제를 설계할 때 다양한 회사는 이러한 표준 기호를 그래픽 사용자 인터페이스의 일부로 통합하고 정의했다. 예를 들어, Microsoft MSDN은 소프트웨어 개발 지침의 일부로 오류, 경고, 정보 및 물음표 아이콘의 표준 아이콘 사용을 정의한다.
다양한 조직은 이러한 아이콘을 표준화하고 생성 및 사용에 대한 지침을 제공하는 데 적극적으로 참여하고 있다. 국제전기기술위원회(IEC)는 IEC 표준 아이콘을 표시하는 문서인 IEC 417로 게시된 "장비에 사용되는 그래픽 기호"를 정의했다. 효과적인 아이콘 사용을 촉진하는 데 투자하는 또 다른 조직은 ICT(정보통신기술)이며, 이 조직은 아이콘 생성 및 사용에 대한 지침을 게시했다. 이들 아이콘 중 다수는 구매하거나 새로운 소프트웨어에 통합할 수 있는 프리웨어로 인터넷에서 사용할 수 있다.

### 은유적 아이콘
아이콘은 지시 대상을 가리키는 기표이다. 쉽게 이해할 수 있는 아이콘은 아이콘이 시작하는 동작이나 드러날 내용과 직접적으로 연결된 친숙한 시각적 은유를 사용한다. 은유, 환유 및 제유는 아이콘 시스템에서 의미를 인코딩하는 데 사용된다.
지시 대상은 여러 가지 성격을 가질 수 있다. 파일 및 응용 프로그램과 같은 가상 개체, 시스템 또는 응용 프로그램 내의 동작(예: 사진 찍기, 삭제, 되감기, 연결/연결 해제 등), 물리적 세계의 동작(예: 인쇄, DVD 꺼내기, 볼륨 또는 밝기 변경 등), 물리적 개체(예: 모니터, 콤팩트 디스크, 마우스, 프린터 등).

### 데스크톱 메타포
더 시각적으로 풍부한 아이콘의 하위 그룹은 1970년대의 실제 사무실 공간 및 데스크톱 환경에서 가져온 개체를 기반으로 한다. 여기에는 파일, 파일 폴더, 휴지통, 받은 편지함에 사용되는 기본 아이콘과 화면의 공간, 즉 전자 데스크톱이 포함된다. 이 모델은 원래 일반적인 사무실 관행 및 기능에 익숙한 사용자가 컴퓨터 데스크톱 및 시스템을 직관적으로 탐색할 수 있도록 했다. (데스크톱 메타포, 2페이지). 아이콘은 시스템에서 접근 가능한 개체 또는 기능을 나타내며 사용자가 사무실 공간에서 흔히 수행하는 작업을 할 수 있도록 한다. 이러한 데스크톱 컴퓨터 아이콘은 수십 년에 걸쳐 개발되었다. 1950년대의 데이터 파일, 1960년대의 계층적 저장 시스템(즉, 파일 폴더 및 파일 캐비닛), 그리고 마침내 1970년대의 데스크톱 메타포 자체(휴지통 포함)가 그것이다.
데이비드 캔필드 스미스 박사는 1975년 그의 획기적인 박사 학위 논문 "피그말리온: 창의적인 프로그래밍 환경"에서 "아이콘"이라는 용어를 컴퓨팅과 연관시켰다. 그의 작업에서 스미스 박사는 아이콘이라고 불리는 "시각적 엔터티"가 프로그래밍 코드 라인을 실행하고 나중에 다시 실행하기 위해 작업을 저장할 수 있는 시나리오를 구상했다. 스미스 박사는 나중에 1981년 출시되었을 때 데스크톱 메타포를 기반으로 한 최초의 상업적으로 이용 가능한 개인 컴퓨팅 시스템인 제록스 스타의 주요 디자이너 중 한 명으로 일했다. "[데스크톱]의 아이콘은 해당 물리적 개체의 가시적이고 구체적인 구현이다." 이 첫 번째 데스크톱 모델에 표시된 데스크톱과 아이콘은 수십 년 후 사용자에게 쉽게 인식되며, 데스크톱 메타포 GUI의 주요 구성 요소를 보여준다.
이 데스크톱 메타포 모델은 20세기 후반 대부분의 개인 컴퓨팅 시스템에서 채택되었다. 이는 "단일 시스템에서 단일 사용자의 간단하고 직관적인 탐색"으로 여전히 인기가 많다. 21세기 초에 들어서야 개인 컴퓨팅은 인터넷 연결 및 사용자 팀을 기반으로 하는 새로운 메타포인 클라우드 컴퓨팅으로 진화하고 있다. 이 새로운 모델에서 데이터와 도구는 더 이상 단일 시스템에 저장되지 않고 "클라우드"에 저장된다. 클라우드 메타포가 데스크톱 모델을 대체하고 있으며, 이 새로운 메타포에서 얼마나 많은 일반적인 데스크톱 아이콘(파일, 파일 폴더, 휴지통, 받은 편지함, 파일 캐비닛)이 자리를 찾을지는 아직 지켜봐야 한다.

### 상용 소프트웨어의 브랜드 아이콘
또 다른 유형의 컴퓨터 아이콘은 컴퓨터 시스템에서 사용 가능한 소프트웨어 프로그램의 브랜드 아이덴티티와 더 관련이 있다. 이러한 브랜드 아이콘은 해당 제품과 함께 번들로 제공되며 소프트웨어와 함께 시스템에 설치된다. 이들은 위에서 설명한 하이퍼링크 아이콘과 동일한 방식으로 작동하여 시스템에서 액세스 가능한 기능을 나타내고 소프트웨어 프로그램 또는 데이터 파일에 대한 링크를 제공한다. 그 외에도 회사 식별자 및 소프트웨어 또는 회사의 광고주 역할을 한다.
이러한 회사 및 프로그램 로고는 회사와 제품 자체를 나타내기 때문에, 상업 예술가들이 자주 수행하는 디자인에 많은 주의가 기울여진다. 이러한 브랜드 아이콘의 사용을 규제하기 위해 상표 등록이 되어 있으며 회사의 지적 재산의 일부로 간주된다.
iOS 및 안드로이드와 같은 폐쇄형 시스템에서는 아이콘 사용이 어느 정도 규제되거나 안내된다. 이는 UI의 일관성을 형성하기 위함이다.

### 오버레이 아이콘
일부 GUI 시스템(예: Windows)에서는 개체(예: 파일)를 나타내는 아이콘에 특정 추가 하위 시스템이 주 아이콘 위에 놓이고 일반적으로 한 모서리에 배치되는 더 작은 보조 아이콘을 추가하여 주 아이콘으로 표현되는 개체의 상태를 나타낼 수 있다. 예를 들어, 파일 잠금 하위 시스템은 파일이 잠겨 있음을 나타내기 위해 파일을 나타내는 아이콘에 "자물쇠" 오버레이 아이콘을 추가할 수 있다.

## 아이콘 생성
디자인 요구 사항 때문에 아이콘 생성은 시간이 많이 걸리고 비용이 많이 드는 과정일 수 있다. 인터넷에는 전문적인 수준의 도구부터 소프트웨어 개발 프로그램에 번들로 제공되는 유틸리티, 독립형 프리웨어에 이르기까지 수많은 아이콘 생성 도구가 있다. 아이콘 도구 및 아이콘 세트의 광범위한 가용성을 고려할 때, 시스템에 포함된 다른 아이콘과 스타일이 일치하지 않는 사용자 지정 아이콘에서 문제가 발생할 수 있다.

### 도구
아이콘은 2000년 이전에 사용된 초기 8비트 픽셀 아트에서 부드럽게 만들기, 선명하게 만들기, 가장자리 개선, 광택 또는 유리 같은 모양, 알파 채널로 렌더링되는 그림자 효과와 같은 효과를 특징으로 하는 더 사진과 같은 모양으로 변경되었다.
이러한 초기 플랫폼에서 사용된 아이콘 편집기는 일반적으로 간단한 그리기 도구를 사용하거나 간단한 이미지 필터를 적용하여 아이콘의 이미지를 픽셀 단위로 수정할 수 있는 기본적인 래스터 이미지 편집기를 포함한다. 전문 아이콘 디자이너는 아이콘 편집기 내에서 아이콘을 거의 수정하지 않으며 대신 더 고급 드로잉 또는 3D 모델링 응용 프로그램을 사용한다.
아이콘 편집기의 주요 기능은 이미지에서 아이콘을 생성하는 것이다. 아이콘 편집기는 소스 이미지를 아이콘에 필요한 해상도와 색상 깊이로 리샘플링한다. 아이콘 편집기가 수행하는 다른 기능은 실행 파일(exe, dll)에서 아이콘 추출, 아이콘 라이브러리 생성 또는 아이콘 개별 이미지 저장이다.
모든 아이콘 편집기는 시스템 파일(폴더, 텍스트 파일 등) 및 웹 페이지용 아이콘을 만들 수 있다.
이들은 Windows 및 웹 페이지의 경우 .ICO 파일 확장자를, Macintosh의 경우 ..ICNS 파일 확장자를 가진다. 편집기가 커서도 만들 수 있다면 이미지는 Windows 및 Macintosh 모두에서 .CUR 또는 .ANI 파일 확장자로 저장할 수 있다. 새 아이콘을 사용하는 것은 이미지를 올바른 파일 폴더로 이동하고 시스템 도구를 사용하여 아이콘을 선택하는 것뿐이다. Windows XP에서는 내 컴퓨터로 이동하여 탐색기 창에서 도구를 열고, 폴더 옵션을 선택한 다음, 파일 형식을 선택하고, 고급을 클릭한 다음, 해당 파일 형식과 연결할 아이콘을 선택할 수 있었다.
개발자들은 또한 특정 프로그램 파일을 위한 아이콘을 만들기 위해 아이콘 편집기를 사용한다. 새로 생성된 프로그램에 아이콘을 할당하는 것은 일반적으로 해당 프로그램을 개발하는 데 사용되는 통합 개발 환경 내에서 이루어진다. 그러나 윈도우 API에서 응용 프로그램을 생성하는 경우 컴파일하기 전에 프로그램의 리소스 스크립트에 한 줄을 추가하기만 하면 된다. 많은 아이콘 편집기는 편집을 위해 프로그램 파일에서 고유한 아이콘을 복사할 수 있다. 프로그램 파일에 아이콘을 할당하는 것은 훨씬 더 어려운 작업이며, 이를 수행할 수 있는 편집기는 몇 개에 불과하다. 리소스 해커 또는 리소스 튜너와 같이 Windows 실행 파일에 포함된 아이콘을 추출하거나 교체할 수 있는 리소스 편집 도구도 있다.
간단한 아이콘 편집기와 이미지-아이콘 변환기는 웹 애플리케이션으로 온라인에서도 사용할 수 있다.

### 도구 목록
다음은 주목할 만한 컴퓨터 아이콘 소프트웨어 목록이다.
- Axialis IconWorkshop – Windows 및 Mac 아이콘 모두 지원. (상용, Windows)
- IcoFX – PNG 압축을 지원하는 Windows Vista 및 Macintosh 아이콘 편집기 (상용, Windows)
- IconBuilder – 포토샵 플러그인; Mac에 중점. (상용, Windows/Mac)
- Microangelo Toolset – Windows 아이콘 및 커서 편집을 위한 도구 세트(Studio, Explorer, Librarian, Animator, On Display). (상용, Windows)
- Microsoft Visual Studio - ICO/CUR 파일을 작성할 수 있지만 8비트 투명도를 가진 32비트 아이콘 프레임을 편집할 수는 없다.[14] (상용, Windows)

다음은 아이콘을 생성하고 편집할 수 있는 래스터 그래픽 응용 프로그램 목록이다.
- 김프 – 이미지 편집기. Windows ICO/CUR/ANI 파일 및 Mac .icns 파일로 변환할 수 있는 PNG 파일 읽기 및 쓰기 지원. (오픈 소스, 자유 소프트웨어, 다중 플랫폼)
- 이미지매직 및 GraphicsMagick – Windows ICO 파일 및 Mac .ICNS 파일로 변환할 수 있는 PNG 파일을 생성하는 데 사용할 수 있는 명령줄 이미지 변환 및 생성 도구. (오픈 소스, 자유 소프트웨어, 다중 플랫폼)
- IrfanView – 그래픽 파일 형식을 Windows ICO 파일로 변환 지원. (독점, 비상업적 용도 무료, Windows)
- ResEdit – 클래식 맥 OS 아이콘 리소스 생성 지원. (독점, 개발 중단, 클래식 맥 OS)

## 같이 보기
- 아바타
- 이콘
- 파비콘 - 과 같은 웹사이트의 아이콘.
- 픽토그램
- 윈도 아이콘 파일
- WIMP